# Onslaught
Onslaught jest thrashmetalowym zespołem z Wielkiej Brytanii, założonym w 1983 przez gitarzystę Nige’a Rocketta i perkusistę Steve’a Grice’a. Dołączyli kolejno Jase Pope (wokal) i Paul Hill (bas), zespół początkowo wzorował się na drugiej fali punk rocka i zespołach takich jak Discharge i The Exploited. W tym składzie nagrali swoje pierwsze demo.
Jase Pope i Paul Hill zostali wkrótce zastąpieni przez Roge'a Daviesa i Paula Daviesa, nagrali kolejny singel   „What Lies Ahead."

## Power From Hell
W 1984, Paul Mahoney i Jase Stallard dołączyli do zespołu zastępując Roge'a Daviesa i Paula Daviesa. Zespół zaczął pisać więcej heavymetalowych utworów jak na ich oryginalne punkowe brzmienie. Było to spowodowane wpływami wczesnych wydawnictw grup thrashmetalowych. Wynikiem tych zmian była wydana w 1985 pierwsza płyta zespołu o nazwie Power from Hell wydana przez Children of the Revolution.

## The Force
W 1985 Sy Keeler dołączył do zespołu zastępując na wokalu Paula Mahoneya. Mahoney został w zespole zastępując Jase'a Stallarda na basie, który z kolei zajął się gitarą – dając zespołowi drugiego gitarzystę. Podczas pierwszych miesięcy 1986 roku, weszli do studia nagraniowego w Londynie by nagrać swój drugi album. The Force został wydany wiosna tego roku przez wytwórnię Under one Flag. Paul Mahoney, z powodów osobistych opuścił zespół. Jego miejsce zajął James Hinder.

## In Search Of Sanity
W 1987 gra Jase'a Stallarda na gitarze pozostawiała wiele do życzenia i zespół wyrzucił go przyjmując na jego miejsce Roba Trotmana. W tym składzie, postanowili napisać materiał na swój trzeci album. Zespół podpisał kontrakt z London Records. W 1988 roku zespół zaczął nagrywać In Search of Sanity. Na podstawie słuchanego albumu wytwórnia czuła, że bardziej uniwersalne wokale odniosą większy sukces rynkowy. Jednak zespół uważał, że vokale Sy Keelera na nagraniu miały dobry dźwięk, produkcja miała „wytworniejszy” dźwięk – stąd zapotrzebowanie na bardziej „grzeczne” partie wokalne. Premiera albumu została zaplanowana na lato 1989 roku.
Na początku 1990 roku, Steve Grimmett postanowił opuścić zespół i został zastąpiony przez Toniego O’Hara. Zespół był gotowy by nagrać swój czwarty album jednak wytwórnia London Records postanowiła nie ponawiać kontraktu z Onslaught, pozostawiając zespół bez umowy na płytę. W 1991 zespół postanowił zawiesić działalność.

## Reaktywacja
2004 rok pokazał odrodzony zespół w składzie Sy Keeler, Nige Rockett, James Hinder i Steve Grice. Drugim gitarzystą został Walijczyk Alan Jordan, członek Mirror Mirror. W 2007 roku na światło dzienne wyszedł czwarty studyjny album zespołu zatytułowany Killing Peace. Album odniósł ogromny sukces i przez wielu nazywany jest najlepszym longplayem tego zespołu.

## Skład

### Obecni członkowie
- Sy Keeler – wokal
- Nige Rockett – gitary
- Iain GT Davies – gitary
- Jeff Williams – gitara basowa
- Michael Hourihan – perkusja

### Byli członkowie
- Paul Mahoney – wokal/bas
- Steve Grimmett – wokal
- Jase Stallard – bas/gitary
- Rob Trotman – gitary
- Dickie Davis – gitary
- Steve Grice – perkusja
- Alan Jordan – gitary
- James Hinder – gitara basowa

## Dyskografia

### Albumy
- Demo – 1983
- What Lies Ahead (EP) – 1983
- Power from Hell – 1985
- The Force – 1986
- In Search of Sanity – 1989
- Killing Peace – 2007
- Sounds of Violence – 2011
- VI – 2013
- Generation Antichrist - 2020
- Skullcrusher - 2024
- Origins of Aggression - 2025

### Single
- „Let There Be Rock” – 1987
- „Welcome to Dying” – 1989
- „Shellshock” – 1989
- „Bomber” - 2010
- „A Perfect Day to Die” - 2019
- „Religiousuicide” - 2020
- „Bow Down To the Clowns” - 2020
- „Iron Fist” - 2025
- „In Search of Sanity (2025 Re-Recording)” - 2025